# Oxytropis satpaevii
Oxytropis satpaevii är en ärtväxtart som beskrevs av M.S. Bajtenov. Oxytropis satpaevii ingår i släktet klovedlar, och familjen ärtväxter. Inga underarter finns listade i Catalogue of Life.